# Dem Land Tirol die Treue
Dem Land Tirol die Treue (in italiano "Fedeltà al Tirolo") è una marcia composta da Florian Pedarnig con testo di Josef Pedarnig.

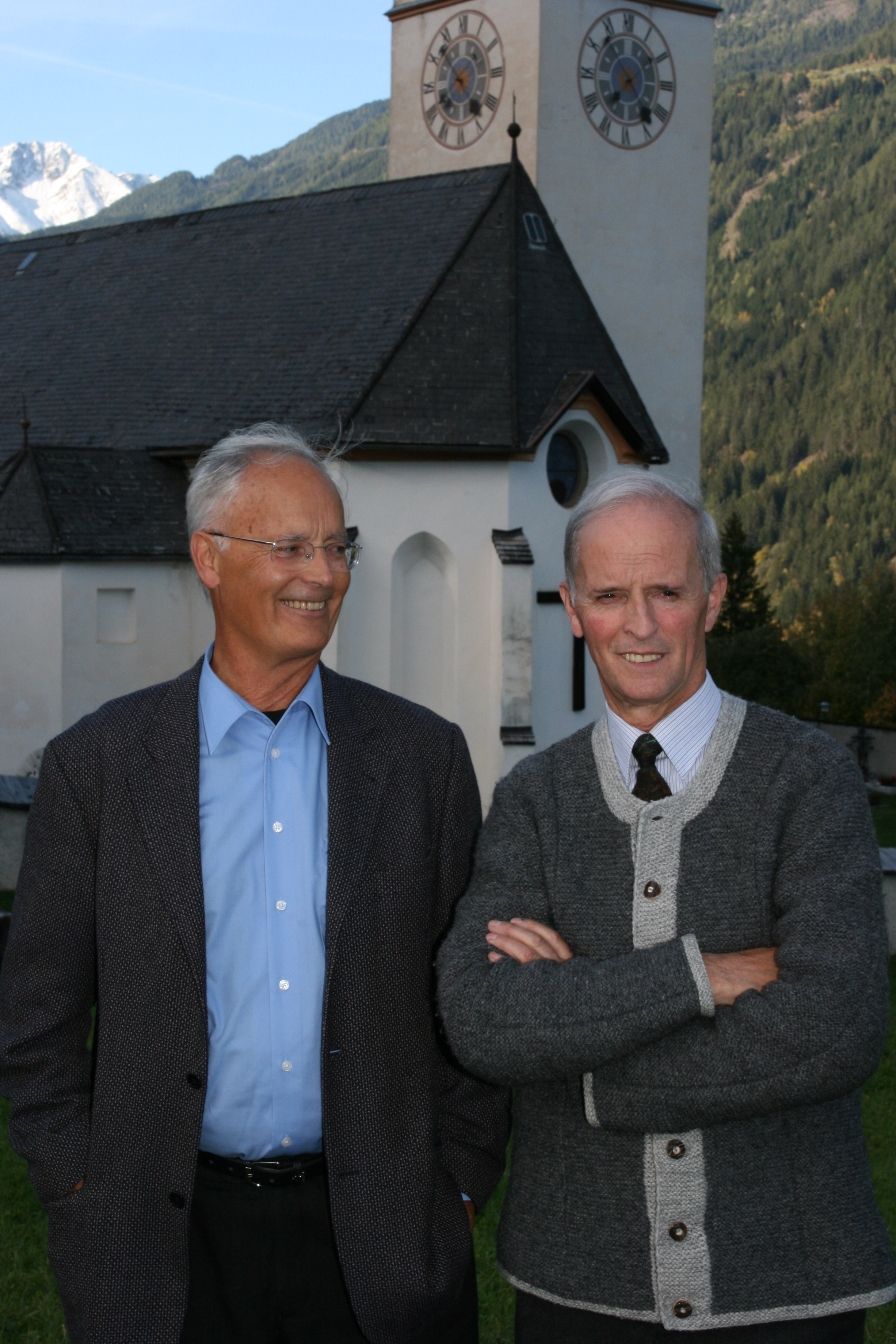
Gli autori Josef Pedarnig e Florian Pedarnig nel 2007

## Storia
Scritta nel 1955, venne pubblicata da Pedarnig nel 1985. La canzone si diffuse rapidamente, anche oltre il Tirolo, diventando tra le altre cose una delle canzoni più riprodotte all'Oktoberfest di Monaco. Attualmente fa parte del repertorio di diverse bande musicali ed è stata suonata da diversi gruppi e cantanti del genere volkstümlich come Alpentrio Tirol, Marc Pircher, Die Grubertaler e altri.
In virtù della grande popolarità, è stata definita anche un "Inno non ufficiale del Tirolo ", divenendo molto popolare anche tra le giovani generazioni e in contesti molto diversi tra loro come discoteche e feste popolari. Il suo titolo venne stampato su magliette, che divennero anch'esse un simbolo identitario. 
La seconda strofa del testo si riferisce alla separazione dell'Alto Adige dall'Austria nel 1919:
von dir gerissen wurde Südtirol.
Die Dolomiten grüßen uns von Ferne
in roter Glut zum letzten Lebewohl.»
il Sudtirolo ti è stato strappato via.
Le Dolomiti ci salutano da lontano
in un bagliore rosso fino all'ultimo addio.»
Questa strofa ha provocato diverse controversie, anche a causa dell'aggiunta in alcune versioni di versi esplicitamente irredentisti come "nicht mehr lang", "ancora per poco", dopo il riferimento alla divisione del Tirolo. In altri casi al contrario in Austria viene aggiunto "Gott sei dank", "grazie a Dio", aggiunta che invece viene interpretata come offensiva nei confronti dei sudtirolesi. Altre strofe aggiuntive, da cui però lo stesso Pedarnig prese le distanze, inneggiano agli Schützen e all'aggressione contro chi minaccia la Heimat.
La canzone ha avuto usi anche da parte della politica: la sua melodia ad esempio venne riutilizzata da Luis Durnwalder durante la campagna elettorale per le elezioni provinciali del 2008, provocando anche in questo caso critiche da parte di Pedarnig.